# José Cadalso y Vázquez de Andrade
José Cadalso va ser un escriptor i militar espanyol. Amb Jovellanos, va ser una de les personalitats literàries més importants de la seva època.
Va estudiar al Col·legi Jesuïta de Cadis. Al llarg de la seva vida va aprendre l'anglès, el francès, l'alemany i l'italià, car va viatjar freqüentment per Europa.
Va combatre a la campanya portuguesa de 1762. Amb el grau de coronel, va combatre al setge de Gibraltar, on va morir.

## L'obra
L'activitat literària de Cadalso va ser variada, tot i no poder publicar en vida tota la seva obra.
Va publicar diverses i exitoses sàtires en les quals va fer crítiques lapidàries de la realitat social de l'època.
Hom l'atribueix l'autoria d'un libel, el  Calendario manual y guía de forasteros en Chipre (1768) en el qual fa referència, amb llenguatge criptic, de les aventures galants de diversos personatges, per la qual cosa va haver d'anar cap a l'exili el 1768.

### Cartas marruecas

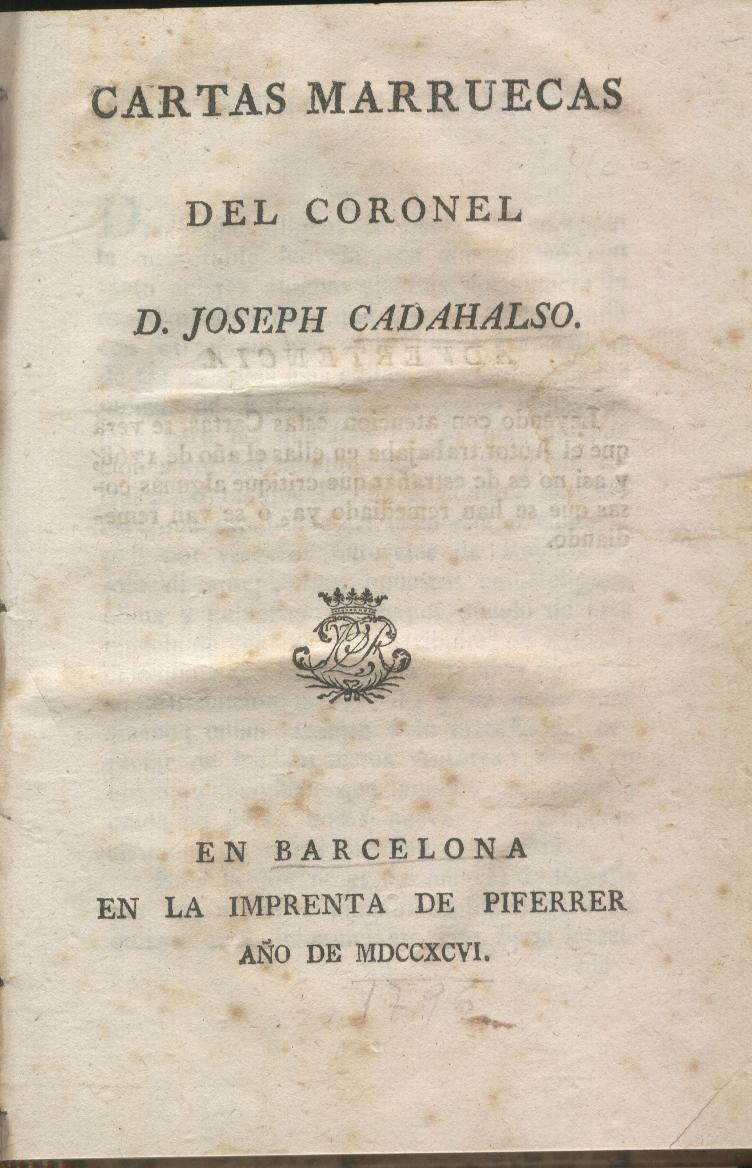
Portada d'una edició de les Cartas marruecas (Barcelona, 1796).

Les seves Cartas marruecas, una obra epistolar, és una de les seves obres més conegudes. Va intentar aconseguir la llicencia per a la publicació, però no va poder publicar-la en vida. Tot i aquest fet, se sap que circulaven còpies manuscrites i que l'obra era coneguda.
Set anys després de morir Cadalso, el 1789, va ser publicada al periòdic Correo de Madrid (del nº 233 fins al 280). Aquest text va presentar nombrosos canvis en relació al testimoni manuscrit.
Quatre anys després, el 1793, les Cartes van ser publicades, també a Madrid, per l'impressor Sancha. Aquesta edició va presentar molts canvis amb relació a la del Correo.
Les Cartes van ser inspirades per les Lettres persanes de Montesquieu.